# Уайман, Джейн
Джейн Уайман (англ. Jane Wyman; 5 января 1917, Сент-Джозеф, Миссури — 10 сентября 2007, Палм-Спрингс, Калифорния) — американская актриса, певица и лауреат премии «Оскар» за лучшую женскую роль в фильме «Джонни Белинда» (1948).
Её карьера в кино началась в 1930-е годы, и затем успешно продолжалась в течение следующих двух десятилетий, вплоть до конца 1950-х. На более позднем этапе она стала сниматься на телевидении.
Джейн Уайман также была первой женой Рональда Рейгана. Она вышла за него замуж в 1940 году и развелась с ним в 1949 году — задолго до того, как он стал занимать какое-либо положение в политике, а затем стал президентом.

## Детские годы
Сара Джейн Мейфилд (англ. Sarah Jane Mayfield) родилась в Сент-Джозефе (штат Миссури). Долгое время считалось, что день её рождения приходился на 4 января 1914 года, однако исследования биографов и специалистов по генеалогии указывают на то, что она родилась 5 января 1917 года. Самая вероятная причина, по которой Джейн увеличила свой возраст — это желание работать на законных основаниях в начале карьеры. 5 января могло быть изменено на 4 января, чтобы дни рождения Джейн и её дочери Морин Рейган совпадали. После смерти актрисы информация о её возрасте была подтверждена на её официальном сайте.
Родителями Джейн были работник компании общественного питания Мэннинг Джеффериз Мейфилд (1895—1922) и секретарь врача Глэдис Хоуп Кристиан (1895—1960). В октябре 1921 года мать Джейн подала на развод, а на следующий год в возрасте 27 лет неожиданно умер её отец. После этого мать актрисы переехала в Кливленд, штат Огайо, отдав свою дочь в приёмную семью. Джейн стала неофициально носить фамилию своих приёмных родителей — Эммы (1866—1951) и Ричарда (1862—1928) Фалксов. Она фигурирует под фамилией Фалкс в школьных документах, а также в первом свидетельстве о браке. Новые родители были очень строги к Джейн, оставив ей немного счастливых воспоминаний о детстве.
В 1928 году в возрасте около 11 лет Джейн переехала со своей приёмной матерью в Калифорнию. Неизвестно, пыталась ли она начать сниматься в кино уже тогда или переезд был вызван тем обстоятельством, что в Калифорнии жили дети Эммы. В 1930 году приёмные мать и дочь вернулись в Миссури. Джейн начала посещать школу в Сейнт-Джозефе. В том же году она стала выступать с песнями на радио.

## Карьера

### Ранний этап
После того, как Джейн бросила школу в 1932 году в возрасте 15 лет, она вернулась в Голливуд, где стала подрабатывать маникюршей и телефонисткой. Вскоре ей начали предлагать небольшие роли в кино. Она появилась более, чем в 20 фильмах, таких как «Малыш из Испании» (1932), «Золотоискатели 1933-го года» (1933), «Мой слуга Годфри» (1936), «Каин и Мабель» (1936) и многих других. В 1936 году Джейн подписала контракт с компанией «Warner Brothers». Прорыв в её карьере произошёл на следующий год, когда она получила главную роль в фильме Публичная свадьба (1937).

### Признание и слава
После подписания контракта, Джейн появилась в ряде второстепенных ролей в кино в период с 1936 по 1943 годы. Главных ролей в её карьере в этот период было совсем немного, но к началу 40-х Джейн начала набирать популярность. До своего первого большого успеха в 1945 году актриса сыграла в сорока фильмах, главные роли в которых играли Джоан Блонделл, Генри Фонда, Роберт Тейлор, Элис Фэй, Оливия де Хевилленд, Энн Шеридан, Бетти Грейбл и другие.
В 1939 году Джейн Уайман сыграла главные роли в картинах «Torchy Plays with Dynamite» и «Kid Nightingale». В 1941 году она приняла участие в фильме «Теперь ты в армии», в одной из сцен которого её поцелуй с Реджисом Туми длился 3 минуты и 5 секунд.
На Джейн обратили внимание критики в 1945 году, когда в картине «Потерянный уикэнд» она сыграла возлюбленную мужчины, страдающего алкоголизмом (его сыграл Рэй Милланд). Вместе они оба ещё раз появятся в музыкальной комедии 1953 года «Let’s Do It Again» — ремейке комедии 1937 года «Ужасная правда» с Кэри Грантом и Айрин Данн. Она получила номинацию на «Оскар» в 1947 году за свою работу в фильме «Оленёнок» (1946) с Грегори Пеком, где её героиней стала женщина, живущая вдали от цивилизации со своим мужем-фермером и сыном.
Также актриса появилась во второплановой роли в мюзикле «Ночь и день» (1946) — музыкальной биографии Кола Портера (его играл Кэри Грант), где спела такие хиты композитора, как Let’s Do It и You Do Something to Me. В 1947 году она сыграла главную роль в романтической комедии «Чудесный город», где её партнёром был Джеймс Стюарт.
Но настоящий триумф пришёл в 1948 году, когда в фильме «Джонни Белинда» Джейн сыграла глухонемую женщину, родившую ребёнка, зачатого в результате изнасилования, и получила за эту роль премию «Оскар». Со времён появления звукового кино Джейн Уайман стала первой актрисой, удостоившейся этой награды за роль без слов. На церемонии вручения кинопремии речь Джейн удивила многих. Она сказала: «Я получила эту награду, держа рот на замке, и именно это я и хочу сейчас сделать».
«Оскар» дал Джейн возможность выбирать серьёзные роли, хотя она всё ещё показывала свою любовь к музыкальным комедиям. Она работала с такими режиссёрами как Альфред Хичкок в фильме «Страх сцены» (1950), Фрэнк Капра в музыкальном фильме «Жених возвращается» (1951) и Майкл Кёртис в фильме «История Уилла Роджерса» (1952).
Также актриса сыграла главные роли в таких картинах, как: комедия «Поцелуй в ночи» (1949) с Дэвидом Найвеном; драма «Стеклянный зверинец» (по пьесе Т. Уильямса, 1950) с Кирком Дугласом; драма «Голубая вуаль» (номинация на «Оскар», 1951); мюзикл «Только для тебя» (1952), в котором она вместе с Бингом Кросби спела хит Zing a Little Zong, номинировавшийся на «Оскар», как лучшая песня года; мелодрамах «Великолепная одержимость» (1954, номинация на «Оскар») и «Всё, что дозволено небесами» (1955) — оба фильма с Роком Хадсоном. Последний раз Джейн появилась на большом экране в 1969 году в музыкальной комедии «Как вступить в брак», где играла в паре с Бобом Хоупом. Вместе с ним она также спела песню Джонни Мерсера «Dream», прежде уже звучавшую в мюзикле «Длинноногий папочка» (1955) с Фредом Астером и Лесли Карон в главных ролях.

### Телевидение
Джейн Уайман начала появляться на телевидении с 1955 года. У неё появилось своё шоу под названием «Jane Wyman Presents the Fireside Theatre», за которое её номинировали на «Эмми» в 1957 году. Однако вскоре у программы упал рейтинг и шоу прекратило существование через три телевизионных сезона.
В 1960-х и 1970-х Джейн приняла участие в пилотных сериях двух сериалов, которые никогда не были показаны на телевидении. Большую часть 70-х она практически не снималась, появившись лишь в небольших ролях в сериалах «Ангелы Чарли» и «Лодка любви».

#### Фэлкон Крест
Карьера Джейн перешла на новый этап после того, как она стала сниматься в мыльной опере «Фэлкон Крест». Героиней Джейн стала Энджела Чаннинг, винодел из Калифорнии. Телесериал шёл на американском телевидении с 1981 по 1990 год. Во время первого сезона его рейтинг был выше, чем у сериала «Династия», а уступал он только другой мыльной опере — «Далласу».
За роль Энджелы Чаннинг Джейн номинировалась на награду «Soap Opera Digest Award» пять раз, а также дважды на «Золотой глобус»: в 1983 и 1984 году. Вторая номинация на «Золотой глобус» принесла актрисе заветную награду. Вскоре Джейн начала испытывать проблемы со здоровьем. В 1986 году она перенесла операцию на живот, из-за чего была вынуждена пропустить съёмки в двух сериях (её героиня исчезла при таинственных обстоятельствах). В 1988 году она пропустила ещё одну серию по рекомендации врачей. Тем не менее, она продолжала работу и закончила съёмки сезона 1988—1989 года, несмотря на ухудшающееся здоровье. В 1989 году Джейн стало плохо прямо на съёмочной площадке; её госпитализировали из-за проблем, связанных с диабетом и печенью. Врачи рекомендовали ей завершить карьеру. Большую часть заключительного сезона сериала Джейн не снималась (её героиня лежала в больнице в состоянии комы после покушения на убийство). Пренебрегая советами врачей, Джейн снялась в последних трёх сериях «Фалькон Креста». Она даже написала монолог для заключительной серии. В общей сложности она появилась в 208 из 227 серий.
После съёмок в мыльной опере Джейн появилась на телеэкране лишь однажды: в 1993 году она сыграла в одной серии телесериала «Доктор Куин, женщина-врач».

## Замужества

### Эрнест Юджин Уайман
О первом браке актрисы известно очень мало. Известно, что 8 апреля 1933 года она вышла замуж за Эрнеста Юджина Уаймана (или Уэйманна). Этот факт упоминается в биографии Рональда Рейгана Dutch, написанной Эдмундом Моррисом. В ней также говорится, что свидетельство о браке было выдано штатом Калифорния, а невесту звали Джейн Фалкс. Моррис также утверждает, что Рейган в 1989 году намекнул ему на первое замужество Джейн: «Вы должны обратить внимание на то, что до меня было несколько мужей». Американский специалист по генеалогии Уильям Аддамс Райтвизнер предполагает, что Джейн Фалкс взяла фамилию Уайман от своей приёмной матери Эммы, которая ранее была замужем за офтальмологом М. Ф. Уэйманом.

### Майрон Мартин Футтерман
Джейн Уайман вышла замуж за производителя одежды Майрона Мартина Футтермана в Новом Орлеане 29 июня 1937 года. Поскольку она хотела завести детей, а он не хотел, они расстались через год и три месяца. Развод был оформлен 5 декабря 1938 года.

### Рональд Рейган
В 1938 году Джейн снялась вместе с Рональдом Рейганом в фильме Brother Rat. Они заключили помолвку, а затем поженились 26 января 1940 года в Калифорнии. У Джейн и Рональда было трое детей: Морин Элизабет Рейган (1941—2001), Майкл Эдвард Рейган (приёмный сын, родился 18 марта 1945) и Кристина Рейган (родилась раньше срока 26 июня 1947 года и умерла на следующий день). Джейн подала на развод в 1948 году, он был оформлен в 1949 году.

### Фред Карджер
После развода с Рональдом Рейганом Джейн вышла замуж за дирижёра и композитора Фредерика Карджера (1916—1979). Свадьба состоялась 1 ноября 1952 года в Санта-Барбаре. Супруги расстались 7 ноября 1954 года, ровно через месяц начали бракоразводный процесс, который был оформлен 30 декабря 1955 года. Они заключили повторный брак 11 марта 1961 года и снова развелись 9 марта 1965 года. От этого замужества у Джейн осталась падчерица Терренс Карджер Мелтон (дочь Фредерика Карджера и его первой жены, актрисы Патти Сакс).

## Дальнейшая жизнь
Джейн долгое время жила в затворничестве по причине ухудшающегося здоровья. Она редко появлялась на публике, за исключением случаев, когда она приходила на похороны своей дочери Морин, а также близкой подруги Лоретты Янг.
Джейн купила дом в Ранчо Мираж в 1997 году. По некоторым сведениям, 16 апреля 2003 года она переехала в Палм-Спрингс, однако после её смерти выяснилось, что всю оставшуюся жизнь она оставалась в Ранчо Мираж.

## Смерть
Джейн Уайман умерла в возрасте 90 лет у себя дома в Ранчо-Мираж в понедельник, 10 сентября 2007 года. Она продолжительное время страдала от артрита и диабета. Её сын Майкл Рейган сделал заявление после её смерти: «Я потерял любящую мать, мои дети Кэмерон и Эшли потеряли любящую бабушку, моя жена Коллин потеряла любящую подругу, которую она называла мамой, а Голливуд потерял самую элегантную даму, когда-либо появлявшуюся на экране».
По сообщениям источников Джейн Уайман умерла во сне от естественных причин. Похоронена на кладбище Форест-Лаун в Катидрал-Сити. Поскольку она была членом Доминиканского ордена католической церкви, её похоронили в монашеском облачении.

## Награды

### Премия «Оскар»
- 1947 — Номинация: лучшая актриса, «Оленёнок»
- 1949 — Победа: лучшая актриса, «Джонни Белинда»
- 1952 — Номинация: лучшая актриса, «Голубая вуаль»
- 1955 — Номинация: лучшая актриса, «Великолепная одержимость»

### Эмми
- 1957 — Номинация: лучшая актриса — драматический сериал, «Jane Wyman Presents The Fireside Theatre»
- 1959 — Номинация: лучшая актриса — драматический сериал, «Jane Wyman Presents The Fireside Theatre»

### Золотой глобус
- 1949 — Победа: лучшая актриса — драма, «Джонни Белинда»
- 1952 — Победа: лучшая актриса — драма, «Голубая вуаль»
- 1983 — Номинация: лучшая актриса — драматический сериал, «Фэлкон Крест»
- 1984 — Победа: лучшая актриса — драматический сериал, «Фэлкон Крест»

## Избранная фильмография
| Год  |    | Русское название            | Оригинальное название     | Роль               |
| ---- | -- | --------------------------- | ------------------------- | ------------------ |
| 1943 | ф  | Принцесса О'Рурк            | Princess O'Rourke         | Джин Кэмпбелл      |
| 1945 | ф  | Потерянный уикэнд           | The Lost Weekend          | Хелен Сент-Джеймс  |
| 1946 | ф  | Оленёнок                    | The Yearling              | Орри Бэкстер       |
| 1948 | ф  | Джонни Белинда              | Johnny Belinda            | Белинда Макдональд |
| 1950 | ф  | Страх сцены                 | Stage Fright              | Ева Джилл          |
| 1950 | ф  | Стеклянный зверинец         | The Glass Menagerie       | Лаура Уингфилд     |
| 1951 | ф  | Жених возвращается          | Here Comes the Groom      | Эммадел Джонс      |
| 1954 | ф  | Великолепная одержимость    | Magnificent Obsession     | Хелен Филлипс      |
| 1955 | ф  | Всё, что дозволено небесами | All That Heaven Allows    | Кэри Скотт         |
| 1960 | ф  | Поллианна                   | Pollyanna                 | тётя Полли         |
| 1993 | тф | Доктор Куин, женщина-врач   | Dr. Quinn, Medicine Woman | Элизабет Куин      |